# Zhang Heng
Zhang Heng (張衡T, 张衡S, Zhāng HéngP; Nanyang, 78 – 139) è stato un geofisico e poeta cinese.

## Principali lavori
Per gran parte della sua vita, Zhang Heng fu l'astronomo reale durante la dinastia Han e tracciò una delle prime mappe stellari, rivaleggiando con quella creata da Ipparco nel 129 a.C., di cui non aveva conoscenza: in essa specificò la posizione esatta di 2.500 stelle, ribattezzandone circa 320. Stimò che il cielo notturno, di cui poteva vedere solo una parte, conteneva 11.500 stelle, un numero esagerato anche per un osservatore dotato di buona vista, ma niente affatto una cattiva stima. Spiegò correttamente il fenomeno delle eclissi lunari, sostenendo che si verificavano quando la Luna attraversava il cono d'ombra della Terra: quest'ultima veniva immaginata come una piccola sfera sospesa nello spazio, circondata da un immenso e lontanissimo cielo sferico. Nel 123 corresse il calendario per adattarlo al ciclo delle stagioni.
In una sua pubblicazione, Líng xiàn (靈憲, riassunto della storia astronomica del suo tempo), approssimò il numero pi greco a 730/232 (circa 3,1465), mentre in una delle sue formule per il calcolo di volumi sferici, utilizzò al posto di {\displaystyle \pi } la radice quadrata di 10 (circa 3,162).

## Il sismoscopio

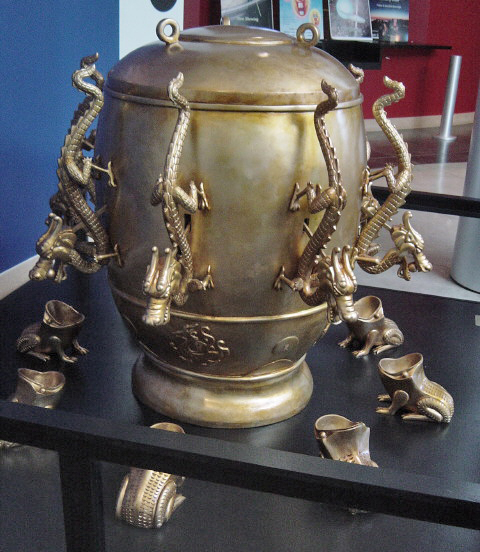
Riproduzione del Sismoscopio di Zhang Heng

Il lavoro più famoso attribuito a Zhang Heng fu il sismoscopio che perfezionò nel 132 d.C., 1.700 anni prima del primo sismografo europeo. Zhang sbalordì la corte imperiale con questo dispositivo, che poteva rilevare terremoti verificatisi lontano e che nessuno nelle vicinanze dello strumento era in grado di percepire. Si trattava di un recipiente intorno al quale erano disposti verticalmente, a testa in giù, diversi draghi in bronzo, ciascuno con una sfera in bocca sempre in bronzo; alla base del recipiente, in corrispondenza di ciascun drago, erano disposti dei rospi con la bocca aperta all'insù. Se lo strumento rilevava una scossa, una delle sfere in bronzo, automaticamente, cadeva nella bocca del corrispondente rospo e la sua posizione indicava la direzione da cui era giunta la scossa. In una famosa circostanza, una sfera cadde senza che fosse stato percepito alcun sisma: alcuni giorni dopo, arrivò un messaggero che riportò la notizia di un terremoto in Kasu, a 600 km distanza, proprio nella direzione indicata dallo strumento.
Nonostante la sua invenzione, non è esatto ritenere Zhang Heng l'inventore del sismografo: il suo era infatti solo un sismoscopio, cioè uno strumento in grado di indicare la direzione di provenienza della scossa ma non in grado di quantificarne la potenza.